# Simone Genga
Simone Genga, auch Simoné della Genga (* 1530 in Urbino; † 1601 in Vințu de Jos in der Region Siebenbürgen), war ein italienischer Militäringenieur und Festungsarchitekt. Während seiner Dienstjahre bei den Großherzögen der Toskana und dann in verschiedenen Regionen Europas war er vor allem ein berühmter Militärarchitekt, dessen Ruhm ihn zunächst nach Österreich, Ungarn, nach Polen und Siebenbürgen führte. Er verfasste‚ zahllose‘ Briefe, berichtete seinen Landesherrn in Urbino und Florenz von all seinen Aufträgen. In der Nachfolge des polnischen Königs 1586 versuchte er zu vermitteln, mischte sich in hochpolitische Auseinandersetzungen ein, was schließlich zu seinem Ende führte.

## Stationen des Lebens

### Familie Genga in Urbino

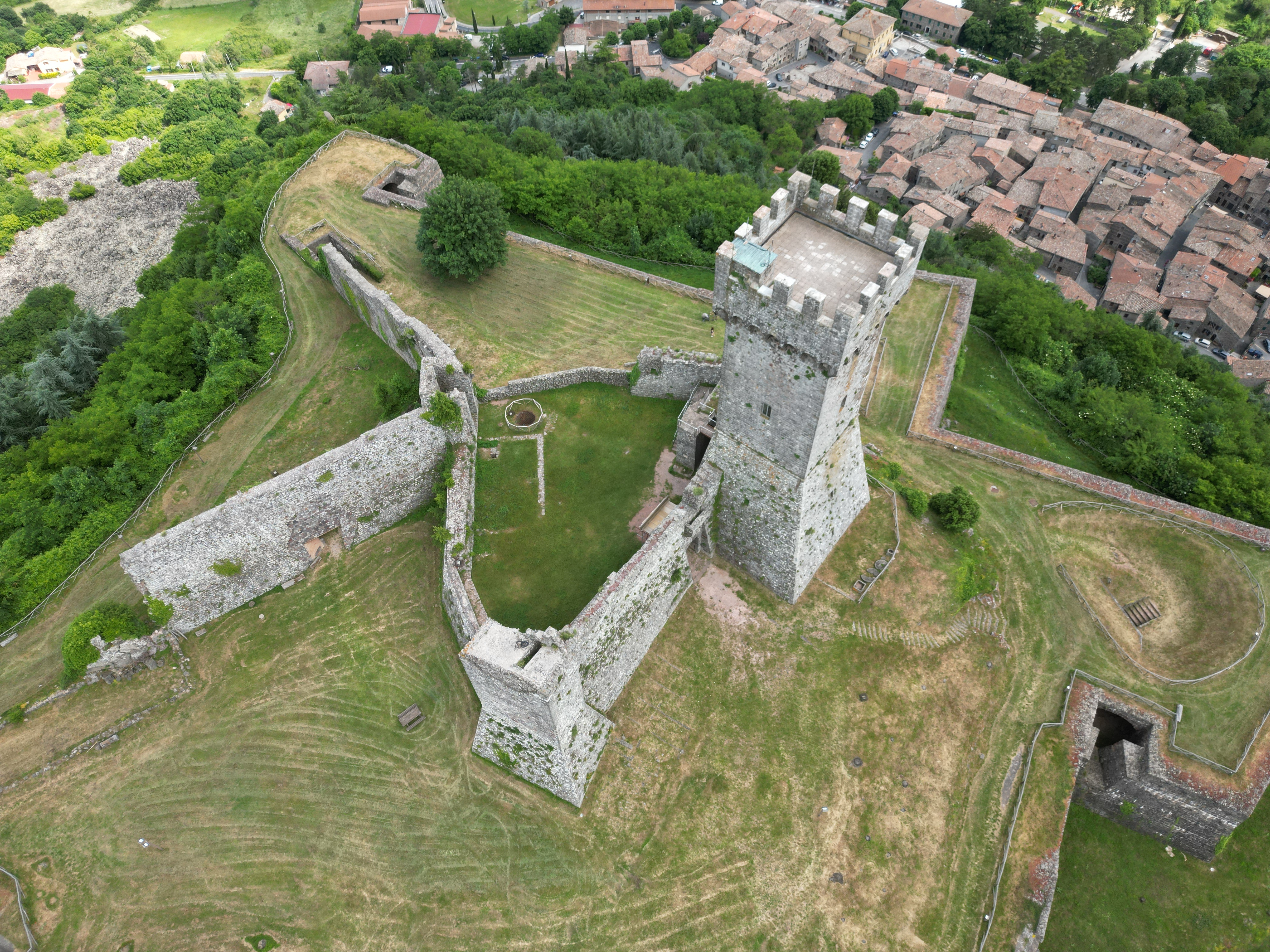
Grossetto, Radicofani, Provinz Siena 1572

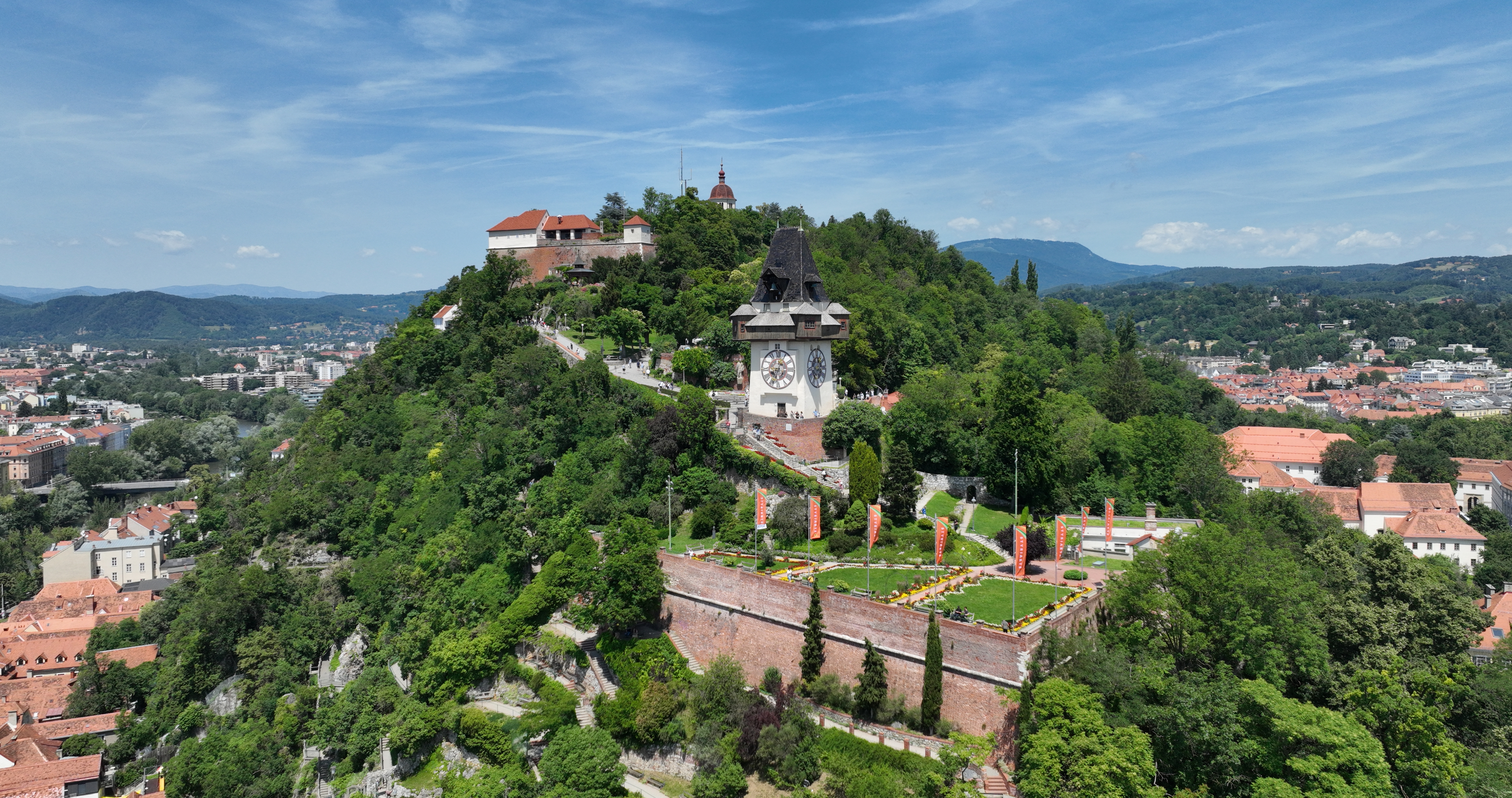
Grazer Schloßberg, Pläne 1576

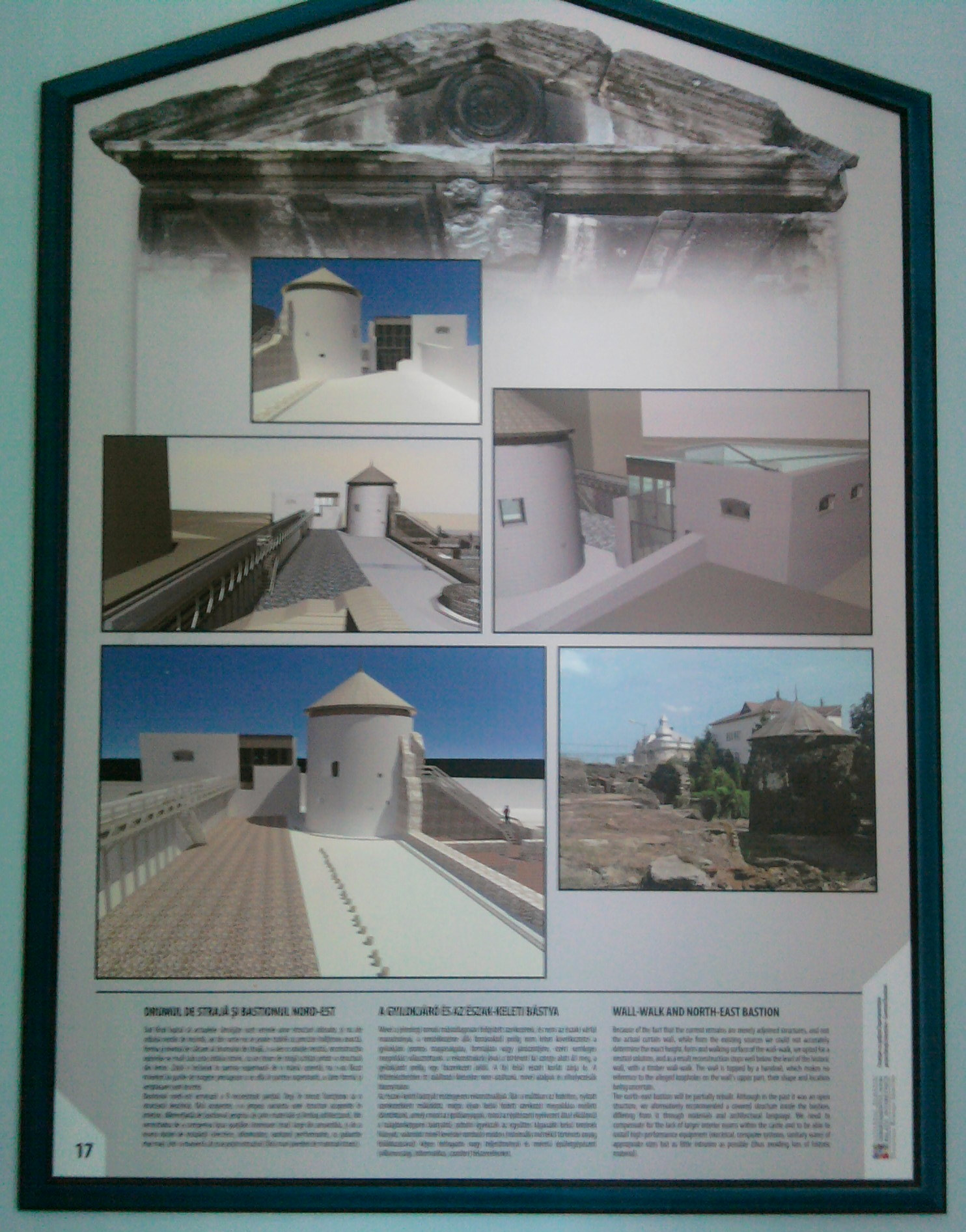
Burg Bathory, Rumänien

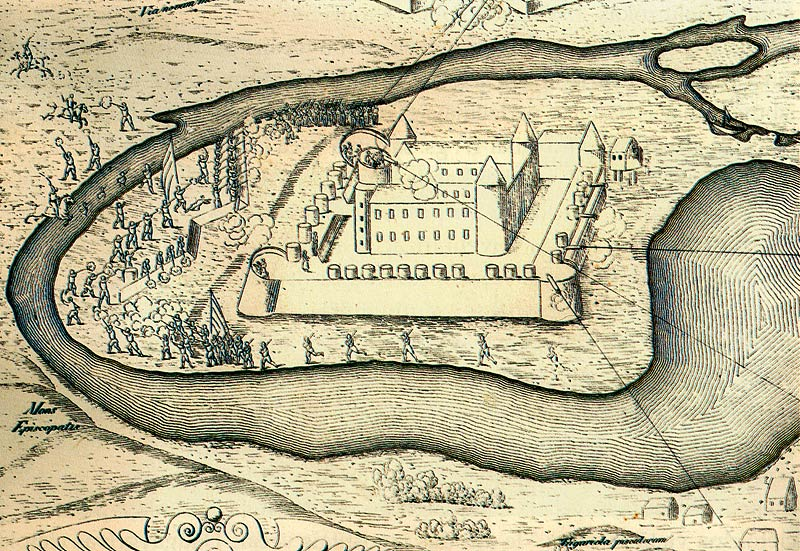
Burg Daugavgriva 1582

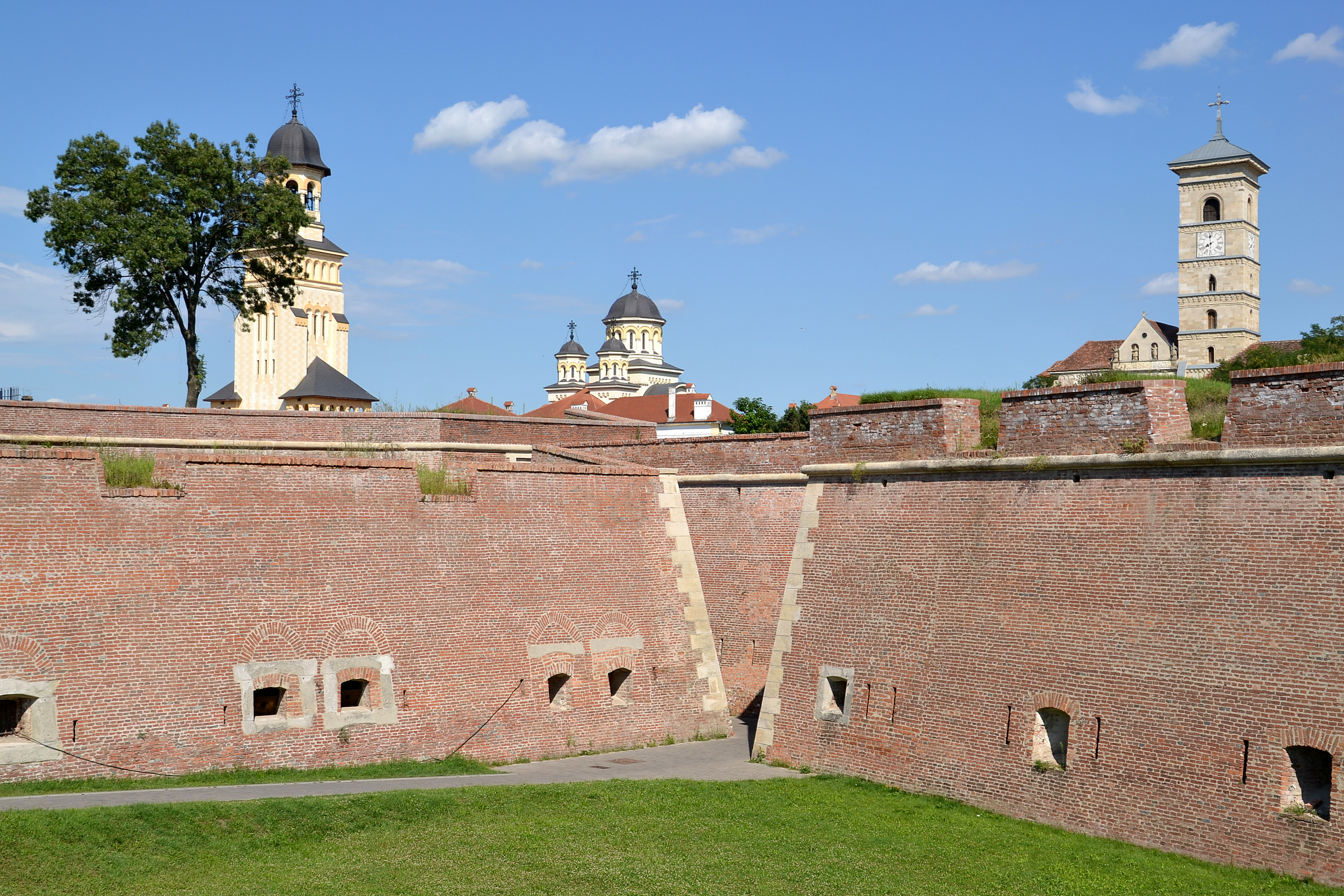
Das historische Zentrum der Alba Iulia

Simone Genga wurde im Herzogtum Urbino als Sohn von Andrea und Caterina Bavieri in eine Familie von Militärarchitekten geboren. Landesherr war Guidobaldo II. della Rovere. Er hatte zehn Brüder, darunter Fabio und Giovanni Battista Genga, und war wahrscheinlich Neffe von Girolamo Genga und Cousin von Bartolomeo Genga.

### Auswahl seiner Arbeiten

#### Landesherr Francesco Maria II. della Rovere in Urbino
Der Herzog von Urbino Francesco Maria II. della Rovere beauftragte Simone Genga 1583 mit der Planung der Poststraße „Canthiana“, der Verbindung von Gubbio nach Luceoli (Pontericcioli).

#### Militäringenieur von Cosimo I. de’ Medici in Florenz
Im Alter von 20 Jahren zog er nach Florenz, um Cosimo I. de’ Medici als Militäringenieur zu dienen. Medici plante seit den 1560er Jahren die Festungen Terra del Sole oder „Heliópolis“, und Sasso di Simone, auch von Siena, Grosseto und Radicofani. Genga arbeitete mit Giovanni Camerino († 1570) und Baldassare Lanci († 1571) zusammen, um 1572 (nach deren Tod) als Superintendent (oberstes Organ) die Leitung der Arbeiten zu übernehmen.

#### 1573 Einladung von Kaiser Maximilian II. in Wien
Simone Genga wurde von Kaiser Maximilian II. nach Österreich gerufen und Großherzog Cosimo gab ihn befristet frei, um Pläne von Befestigungen in Ungarn zu entwerfen.

#### 1576 von Erzherzog Karl II. in Graz
Im Jahr 1576 arbeitete er noch für den Großherzog Francesco I. de’ Medici und wurde an Erzherzog Karl II. von Innerösterreich empfohlen. In Graz erfolgte die Neubefestigung des Schlossberges im italienischen Bastionssystem nach Plänen von Lazarus von Schwendi unter Leitung des Festungsbaumeisters Domenico dell’Allio († 1563), in seiner Nachfolge auch Simone Genga.
Die Landesverordneten verehrten ihm ‚wegen der Beratschlagung des Schloß- und Stadtgebäu‘ 300 Pfund, für seine Modelle der Festungen Fürstenfeld und Radkersburg 153 Pfund‘.

#### 1584 tätig für den polnischen König Stephan Báthory
Im Jahr 1582 beendete Genga seine Arbeiten in der Toskana, um dem polnischen König Stephan Báthory zu dienen. Der Militär-Ingenieur aus Urbino wurde einer von den Italienern, welche am polnischen Hof tätig waren. Er blieb mehrere Jahre als Hof-Architekt in Polen und erbaute die Burg Dünamünde in der lettischen Stadt Riga. Die Burg fiel an Polen und König Stephan Báthory ließ sie von Simone Genga wieder aufbauen und die Erdwälle verstärken. Genga residierte als hoher Beamter mit Anspruch auf fünf Diener und sechs Pferde. Der Tod des Königs im Dezember 1586 beendete seine Karriere in Polen.

#### 1591 am Hof von Sigismund Báthory, Fürst von Siebenbürgen
Der Fürst von Siebenbürgen Sigismund Báthory, Neffe des verstorbenen Königs von Polen, holte ihn an seinen Hof. Genga erhielt ab Juli 1588 für seine Expertise als Militäringenieur in Varadino (Oradea) und Alba Iulia monatlich 76 Taler. Er nahm die Stellung eines Hofmeisters, eines Beraters des Fürsten ein.
- Die Burg Szilágysomlyó wurde zu Beginn des 16. Jahrhunderts erbaut und von 1581 bis 1594 nach Gengas Plänen durch eine italienische Bastion geschützt. Seit den 1590er Jahren war das Schloss der Hauptwohnsitz der ungarischen Familie Báthory.

Simone Genga hatte den großen Wunsch, an den spanischen Hof als Militärarchitekt gerufen zu werden, seine Stellung bei Fürst Báthory diplomatisch zu beenden. Er wurde in jeder Hinsicht desillusioniert und blieb in Siebenbürgen.

## Tod
In den meisten Quellen wird sein Tod 1596 vermutet:

„Er kehrte möglicherweise Ende 1596 nach Italien zurück – sein letzter Brief aus Alba Iulia in Siebenbürgen stammt vom September – und starb wahrscheinlich kurz darauf.)“

- Der Tod von Simone und Fabio in Siebenbürger. (ein Auszug)

Der Historiker Gianluca Masi schreibt (Dissertation 2013), Genga kehrte 1596 nicht nach Italien zurück und starb auch nicht in diesem Jahr. Auf den Seiten 339 bis 355 werden die Umstände seines Todes erforscht.

„Simone Genga şi Fabio Genga [...] fiind ucişi in in 1601 la Vințu de Jos [...]”); Iacob Mârza, Italiener an den Fürstenhöfen Alba Iulia.)“

 Simone Genga und Fabio Genga werden 1601 in Vințu de Jos getötet.